# 長谷川茂雄
長谷川 茂雄（はせがわ しげお、1898年（明治31年）6月6日 - 1988年（昭和63年）7月22日）は、昭和時代前期の台湾総督府官僚、陸軍司政官。嘉義市尹、ジャカルタ市長。

## 経歴・人物
東京市本郷区春木町（現・文京区本郷三丁目）に生まれる。1921年（大正10年）3月、東京高等商業学校を卒業し、同年11月、台湾総督府財務局金融課に奉職する。
1929年（昭和4年）10月、高等試験行政科に合格し、1931年（昭和6年）7月に地方理事官に進み、高雄州知事官房税務課長に発令される。1933年（昭和8年）9月、台中州知事官房税務課長に転じ、1934年（昭和9年）9月、台湾総督府税関事務官・財務局勤務、1935年（昭和10年）9月に東勢郡守を経て、1936年（昭和11年）10月に彰化郡守に就任する。ついで嘉義市尹、営林所庶務課長、新竹州総務部長を経て、1942年（昭和17年）8月に陸軍司政官に就任した。ジャカルタ市長を務めた。